# 长塘镇 (和平县)
长塘镇是中国广东省河源市和平县下辖的一个镇，位于和平县东北部。辖区总面积164.5平方公里，下辖1个社区16个村，总人口2.0892万人。区内有稀土、花岗岩等矿产，农业盛产猕猴桃、柑桔、白果等。

## 行政区划
长塘镇下辖以下村级行政区划单位
街道社区、龙陂村、苏光村、四围村、暧水村、中輋村、田吉村、赤岭村、黄沙村、秀河村、中村、陶锡村和阳坑村。